# Salif Keita (Fußballspieler, 1975)
Salif Keita (* 19. Oktober 1975 in Dakar) ist ein ehemaliger senegalesisch-belgischer Fußballspieler auf der Position eines Stürmers.

## Verein
Er verließ sein Heimatland Senegal im Alter von 15 Jahren, um in Belgien Fußball zu spielen. Dort wurde er beim FC Capellen Torschützenkönig der zweiten Liga und später mit dem KRC Genk nationaler Pokalsieger. Er nahm zusätzlich auch die belgische Staatsangehörigkeit an.
1999 wechselte er nach Deutschland zum Zweitligisten Hannover 96, für den er in 48 Spielen acht Tore schoss. Nach dem Aufstieg der 96er in die erste Bundesliga 2002 verließ Keita den Verein und spielte zwei Jahre lang beim Zweitligisten 1. FC Union Berlin. Nach einem weiteren Jahr in der zweiten Liga bei Rot-Weiß Oberhausen wechselte Keita schließlich 2005 in die Regionalliga Süd zur TuS Koblenz, für die er in 32 Regionalliga-Spielen 15 Tore erzielte und so entscheidend zum Aufstieg in die zweite Liga beitrug. In der Saison 2006/07 war Keita dann aber wenig erfolgreich (17 Spiele, kein Tor) und stand oftmals nicht im Aufgebot. Keita bekam Ende der Saison 2006/07 ein Angebot vom Regionalligisten Union Berlin, wo er schon von 2002 bis 2004 als Spieler tätig war. Das lehnte er jedoch ab und war zunächst vereinslos. Im Dezember 2007 unterschrieb er für ein Jahr beim griechischen Zweitligisten Pierikos Katerini.
2008 erfolgte der Wechsel zum zyprischen Zweitligisten Olympiakos Nikosia. Bereits im Dezember 2008 wechselte er zum Erstligisten APEP Kyperounda, wo er bis zum Ende der Saison 2008/2009 unter Vertrag stand. Im Sommer 2009 nahm Keita am Training der Vereinigung der Vertragsfußballspieler in Deutschland teil, um sich für neue Vereine interessant zu machen. Kurze Zeit später unterschrieb er einen Vertrag bei AS Douanes in seiner Heimat Senegal. Hier spielte er bis zum Ende der Saison 2010 und beendete dann seine Karriere.

## Nationalmannschaft
Zwischen 1999 und 2000 absolvierte Keita insgesamt elf Länderspiele für den Senegal und erzielte dabei sechs Tore.

## Erfolge
- Belgischer Pokalsieger: 1998